# Giacomo Mariani
Giacomo Mariani (... – giugno 1470) è stato un vescovo cattolico italiano.

## Notizie biografiche
Le notizie circa il vescovo di Caorle Giacomo Mariani sono drammaticamente scarne, forse anche a causa del fatto che, secondo le cronache, il suo governo pastorale durò soltanto tre mesi. Soltanto la cronotassi vescovile di Eubel, nella sua Hierarchia Catholica, riporta il suo nome tra quelli del vescovo Antonio da Fabriano e Pietro Carlo, con l'attributo di decretorum doctor. Il nome del Mariani non appare né nella cronotassi del Gams né in quella dell'Ughelli, entrambi omettendo il vescovo Antonio da Fabriano, ed il secondo omettendo anche il vescovo Giovanni da Marostica, dei quali invece esistono notizie certe.
Seguendo dunque l'Eubel, Giacomo Mariani succede al vescovo Antonio da Fabriano alla morte di quest'ultimo, nominato alla cattedra caprulana il 9 marzo 1470 da papa Paolo II. Data la scarsità di notizie risulta difficile situare la provenienza del Mariani; dalla provenienza del predecessore dal centro Italia, si potrebbe ipotizzare che afferisca alla nobile famiglia Mariani di Lucca, che tra il 1433 ed il 1434 vanta un «dottor Giacomo Mariani vicario di Foligno per Corrado Trinci», nominato in seguito podestà di Assisi. Stabilire, tuttavia, una connessione tra questo personaggio e quello citato da Eubel come vescovo di Caorle è assai arduo. Più verosimilmente potrebbe essersi trattato di un membro di un ramo vicino di quella famiglia, divenuto collaboratore del vescovo Antonio da Fabriano e dunque chiamato a succedergli alla sua morte.
Incerte sono pure le notizie sulla morte. Secondo Eubel, già nel giugno del 1470 era stato nominato sulla cattedra di Caorle il vescovo Pietro Carlo, mentre secondo il Gams e l'Ughelli quest'ultimo non divenne vescovo di Caorle prima del 1473.